# El asesinato de Carrero Blanco
El asesinato de Carrero Blanco es una miniserie de televisión española de drama histórico estrenada en 2011 dirigida por Miguel Bardem y protagonizada por Unax Ugalde, José Ángel Egido y Anartz Zuazua. Es una producción de Televisión Española (TVE) y BocaBoca Producciones. Su argumento versa sobre cómo se organizó y planificó el atentado contra Carrero Blanco el 20 de diciembre de 1973. Se estrenó el 5 de junio de 2011 en Euskal Telebista-2 (ETB-2) y el 17 de diciembre de 2012 en Televisión Española (TVE). Su rodaje tuvo como escenarios externos San Juan de Luz, Ciboure, Irún y Madrid.

## Argumento
La miniserie comienza con el asesinato de Arriaga (Argala) por un grupo que quería vengar la muerte del almirante Carrero Blanco. A partir de este punto se narran los hechos acontecidos siete años antes: el planteamiento, desarrollo y conclusión de la “Operación Ogro”.
Arriaga, Goyen y Kaiku, miembros de ETA, viajan a Madrid con el objetivo de secuestrar a Luis Carrero Blanco aunque no cuentan con el apoyo del resto de miembros de la organización. Tras instalarse en Madrid, comienzan a espiar al político y una vez conocen los sitios que frecuenta y cómo y con qué seguridad suele moverse por la ciudad, vuelven a Francia, donde se encuentran exiliados sus compañeros de ETA. Esta vez conseguirán el apoyo de sus camaradas y volverán a Madrid junto a Guerrika, un miembro de la organización más experimentado y dispuesto a ayudarles, no a secuestrar a Carrero, sino a acabar con su vida. 
Mientras aumenta el poder de Carrero Blanco, habiendo sido nombrado Presidente del Gobierno en junio de 1973, los terroristas desarrollan un plan letal. Alquilan un local sótano con ventanas a pie de la calle Claudio Coello de Madrid por la que el coche oficial de Carrero solía pasar cada día. Desde allí excavan un túnel hacia la calle e introducen en él explosivos. El potencial de los mismos fue tal que el 20 de diciembre de 1973 el coche de Carrero Blanco se elevó por encima del edificio contiguo, falleciendo de forma inminente tanto el presidente como el conductor.
Al final del filme se plantea la posible implicación de Estados Unidos en el atentado, mostrando que los explosivos que los etarras pusieron no habían explotado (tal vez por una mala manipulación). Así, el Comisario Sánchez plantea que los estadounidenses fueron quienes colocaron otros explosivos en el túnel mucho más potentes y que habrían ocultado sus pasos tras los del grupo terrorista. La miniserie expone que Estados Unidos quería que España pasase a tener una mayor apertura política y con el nombramiento de Carrero como Presidente del Gobierno temían que el régimen franquista se demorara más allá de la eventual muerte del Caudillo, por lo que podrían tener interés en acabar con la vida de Carrero.

## Reparto
- Unax Ugalde como Arriaga (Argala).

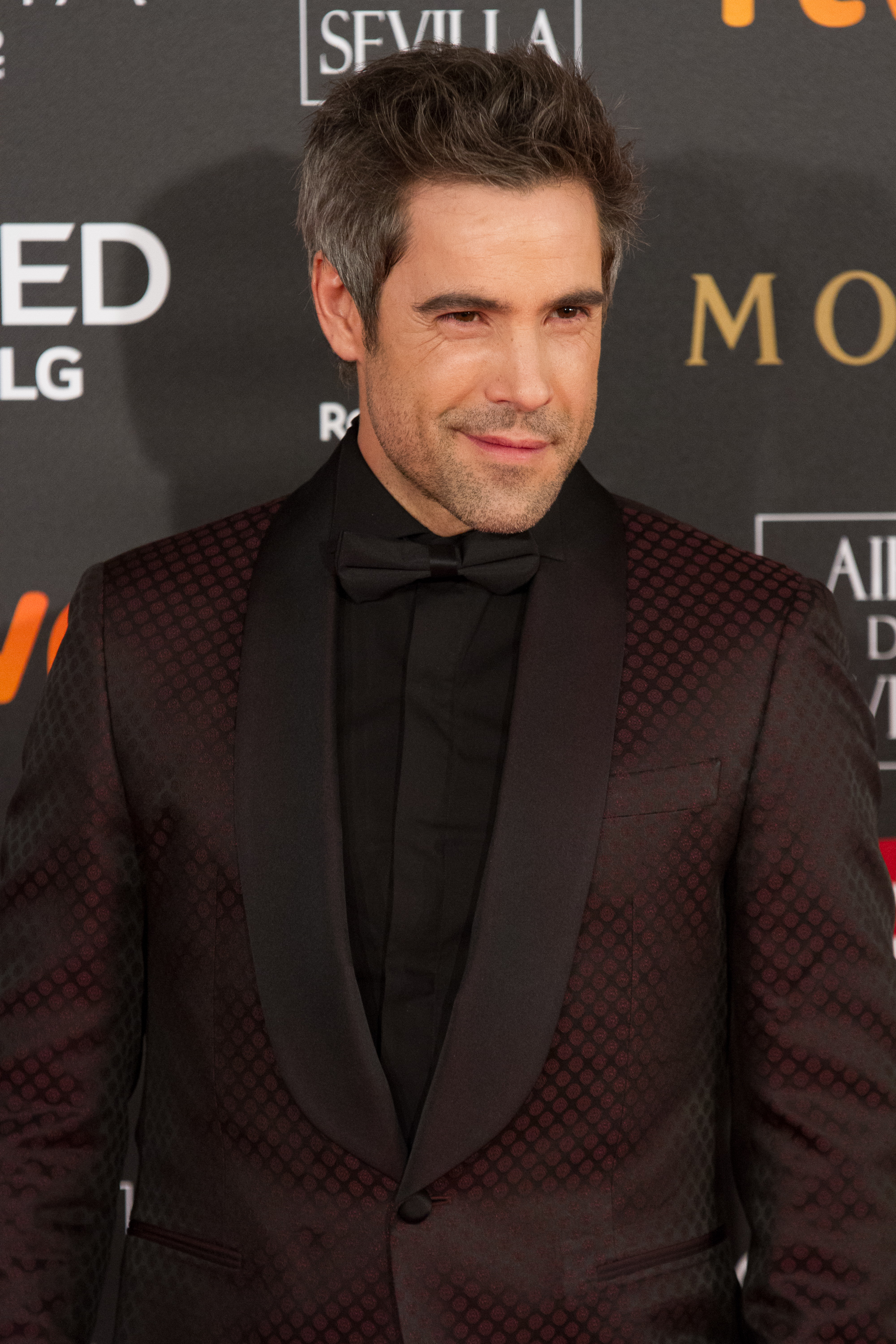
Unax Ugalde (Arriaga) en los Premios Goya 2018. Carlos Delgado; CC-BY-SA

- José Ángel Egido como Luis Carrero Blanco.
- Anartz Zuazua como Goyen.
- Gorka Lasaosa como Kaiku.
- Iñaki Ardanaz como Txirulo.
- Alberto Berzal como Gerrika.
- Pedro Casablanc en el papel del Comisario Sánchez.
- Enrique Villén como Coronel Blasco.
- Javivi como Lamartine.
- Chiqui Fernández como Berta.
- Félix Cubero como Matías.
- Jose Luis Torrijo como Coronel Santoja.
- Eva Rufo como Ángeles.
- Juan Calot como López Rodó.
- Régis Romele como Sena.[10][1]

## Producción
Es una producción de Televisión Española (TVE) y BocaBoca Producciones. David Cotarelo, Nacho Faerna, Maite López Pisonero, Elena Gozalo, Macarena Rey y Julián Pavón son los productores ejecutivos y Sergio Delgado y Koldo Vallés los encargados, respectivamente, de la dirección de fotografía y de arte del filme. La distribuidora nacional de la miniserie es Divisa Red S.A y el equipo de cámara fue provisto por la compañía Ovide.

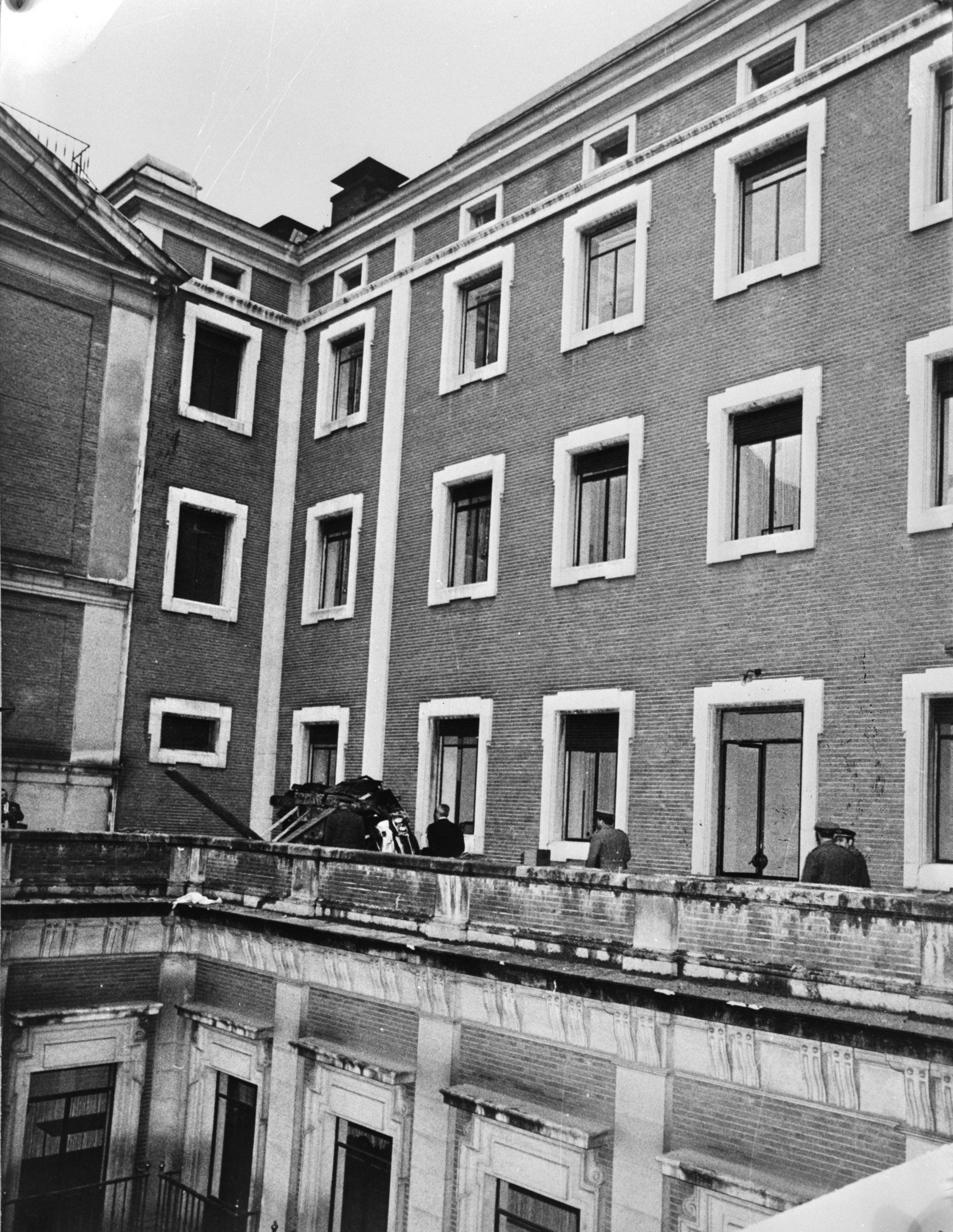
Coche oficial de Carrero Blanco volcado en la terraza del edificio contiguo a la calle Claudio Coello

### Guion
El guion fue elaborado por Nacho Faerna y Mercedes Cruz, con base en los hechos acontecidos el 20 de diciembre de 1973 y a sus investigaciones sobre el asesinato de Carrero Blanco.

### Banda sonora y efectos especiales
La banda sonora fue compuesta por Juan Bardem y los compositores de imágenes digitales fueron Tomás Arando, Ramón Cervera, Daniel de Madrid y Gonzalo Moure. Por otra parte, los encargados de los efectos especiales fueron Alberto Luceño y Helen Martí, con Verónica Pérez como coordinadora.

### Rodaje
Según el guionista y productor ejecutivo, Nacho Faerna, la miniserie ha tratado de respetar los espacios originales en los que se sucedieron los hechos. Los exteriores se grabaron en los municipios franceses de San Juan de Luz y Ciboure y en los municipios españoles Irún y Madrid. La escena de la explosión que acabó con la vida de Carrero fue filmada en la calle Españoleto de Madrid ante la imposibilidad de hacerlo en Claudio Coello pues, según aseguró el guionista, ahora tiene árboles y dificultarían la labor de las cámaras.

## Lanzamiento

### Estreno
Se estrenó el domingo 5 de junio de 2011 en Euskal Telebista-2 (ETB-2) y el lunes 17 de diciembre de 2012 en Televisión Española (TVE). La segunda parte de la miniserie fue emitida en ETB-2 el 12 de junio de 2011 y el lunes 17 de diciembre de 2012 en TVE, justo después de emitir la primera parte. Tras la emisión de la miniserie en TVE, se emitió Carrero, el consejero fiel, un documental dirigido por Jesús López Jordán que trata también sobre el asesinato de Carrero Blanco.

### Calificación por edades
No está recomendada para menores de dieciséis años. Aunque cabe destacar que en Televisión la clasificación para mayores de doce años.

## Recepción

### Audiencia
| Parte | Título        | Fecha de emisión            | Hora  | Espectadores | Cuota de pantalla |
| ----- | ------------- | --------------------------- | ----- | ------------ | ----------------- |
| 1     | Primera parte | Domingo 5 de junio de 2011  | 22:00 | 127.000      | 14,4%             |
| 2     | Segunda parte | Domingo 12 de junio de 2011 | 22:00 | 165.000      | 17,2%             |

| Parte | Título        | Fecha de emisión              | Hora  | Espectadores | Cuota de pantalla |
| ----- | ------------- | ----------------------------- | ----- | ------------ | ----------------- |
| 1     | Primera parte | Lunes 17 de diciembre de 2012 | 22:30 | 3.208.000    | 15,8%             |
| 2     | Segunda parte | Lunes 17 de diciembre de 2012 | 23:40 | 3.318.000    | 23,4%             |

### Crítica
El asesinato de Carrero Blanco recibió en la web FilmAfinitty una calificación de un 6.0 sobre 10 con base en las votaciones de las 798 personas que votaron. En IMDb recibió un 6'4 sobre 10 con base en las votaciones de 58 personas.
Jesús Duva escribió una crítica en El País al día siguiente de la emisión de la miniserie en TVE en la que afirma que: "Las escenas que las que aparece el militar apenas aportan información sobre quién era realmente este hombre duro e inflexible, llamado a perpetuar el régimen del dictador" y critica que: "En la ficción se apunta [...] incluso la hipotética cobertura y apoyo de los Estados Unidos a los autores del audaz atentado. A esta última teoría, que nunca ha sido acreditada, se le conceden bastantes visos de verosimilitud". A esta crítica respondió también en El País, a través de una carta al director, el guionista y productor ejecutivo de la miniserie, Nacho Faerna: "Si nuestra intención hubiera sido hacer un biopic del almirante comprendería mejor la crítica, pero al centrarnos en los preparativos y ejecución del magnicidio creo que dotamos al personaje de muchísima mayor dimensión que, por ejemplo, la célebre película de Pontecorvo, Operación Ogro, en la que Carrero era “interpretado”, literalmente, por un figurante".